# هنري ويلسون تمبل
هنري ويلسون تمبل (بالإنجليزية: Henry Wilson Temple) (و. 1864 – 1955 م) هو سياسي، وبروفيسور (أستاذ جامعي) من الولايات المتحدة الأمريكية . تولى منصب أعضاء مجلس النواب الأمريكي .
وهو عضو في الحزب الجمهوري .